# Vicente Juan Segura

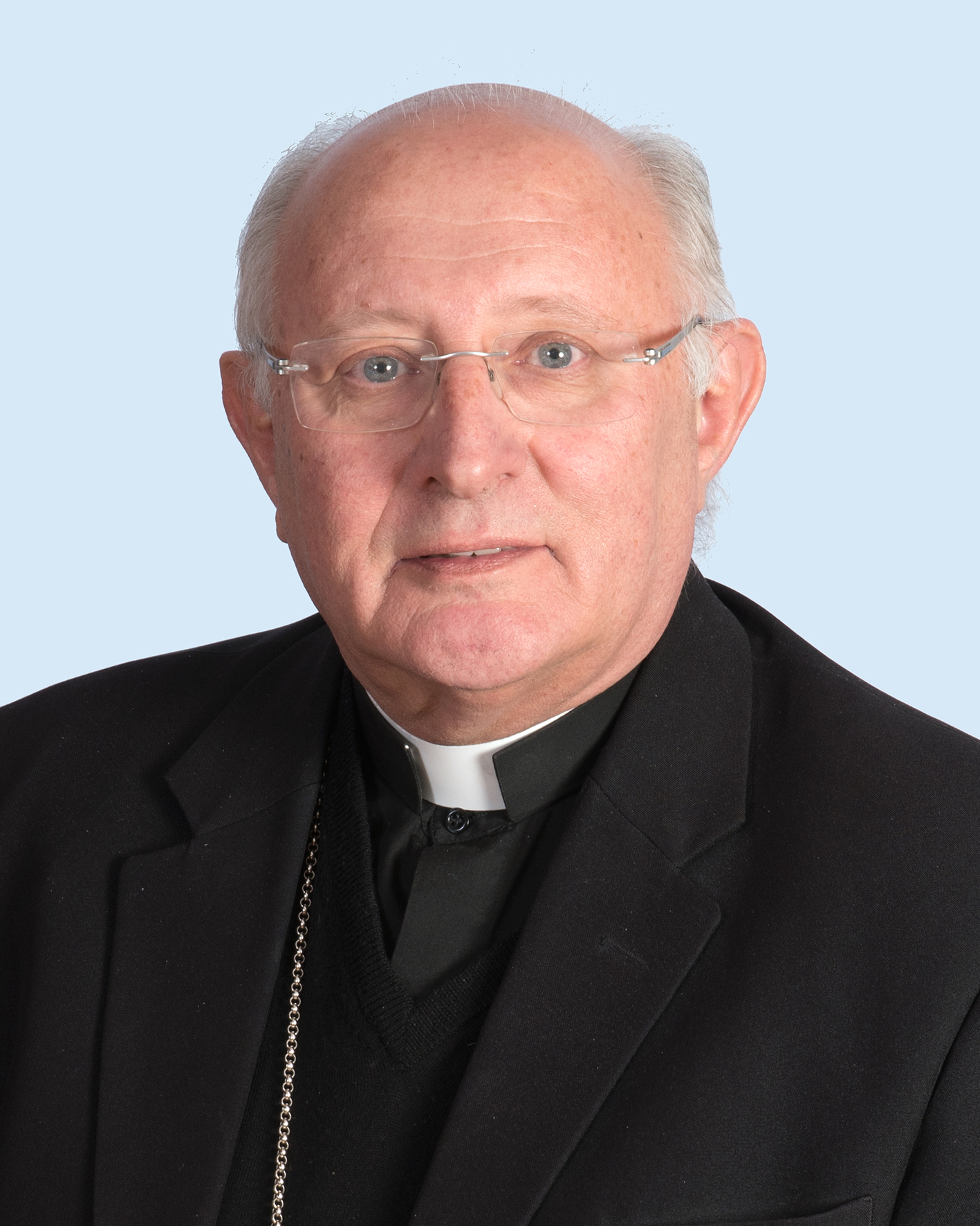
Bischof Vicente Juan Segura (2017)

Bischofswappen

Vicente Juan Segura (* 22. Mai 1955 in Tabernes de Valldigna, Provinz Valencia; † 11. Oktober 2024 in Valencia) war ein spanischer römisch-katholischer Geistlicher und Weihbischof in Valencia. Von 2005 bis 2020 war er Bischof von Ibiza.

## Leben
Vicente Juan Segura studierte am Priesterseminar in Valencia und empfing am 24. Oktober 1981 die Priesterweihe für das Erzbistum Valencia. Im selben Jahr erwarb er an der Theologischen Fakultät San Vicente Ferrer das Lizenziat.
Bis 1985 war er als Kaplan in Cullera tätig und studierte anschließend an der Päpstlichen Diplomatenakademie in Rom. 1988 wurde er an der Päpstlichen Universität Heiliger Thomas von Aquin im Fach Kanonisches Recht promoviert. Einen weiteren Doktortitel erwarb er an der Universität Valencia im Zivilrecht. Am 1. Juli 1988 trat er in den Diplomatischen Dienst des Heiligen Stuhls ein und war als Nuntiatursekretär an den Apostolischen Nuntiaturen in Costa Rica und Mosambik tätig. Von 1994 bis 2004 leitete er als Nuntiaturrat die spanischsprachige Abteilung des Staatssekretariats des Heiligen Stuhls.
Papst Johannes Paul II. ernannte ihn am 22. Januar 2005 zum Bischof von Ibiza. Der Substitut des Staatssekretariates, Erzbischof Leonardo Sandri, spendete ihm am 14. Mai desselben Jahres die Bischofsweihe; Mitkonsekratoren waren Ricardo María Kardinal Carles Gordó, emeritierter Erzbischof von Barcelona, und Agustín García-Gasco y Vicente, Erzbischof von Valencia.
Papst Franziskus entband ihn am 18. Januar 2020 von der Leitung des Bistums Ibiza und ernannte ihn zum Weihbischof in Valencia sowie zum Titularbischof von Armentia. Seinen vorzeitigen Rücktritt als Weihbischof nahm der Papst am 25. Februar 2023 an.
Bischof Segura starb im Oktober 2024 im Alter von 69 Jahren an Nierenversagen.